# 第13回参議院議員通常選挙
第13回参議院議員通常選挙（だい13かいさんぎいんぎいんつうじょうせんきょ）は、1983年（昭和58年）6月26日に日本で行われた国会（参議院）議員の選挙である。
この選挙から、初めて比例代表制が導入された。

## 概説
- 前回選挙で全国区において向井長年候補の過労死が発生した反省から拘束名簿式比例代表制を導入した。
- 2023年現在、内陸県出身の首相が臨んだ参議院議員通常選挙は、この選挙と前々回で同じ群馬県出身の福田赳夫首相下の第11回、次回で同じ中曽根首相下の第14回、滋賀県出身の宇野宗佑首相下の第15回のみである。群馬・滋賀両県以外の内陸県出身首相が臨んだ参院選は他にない[注 1]。

## 選挙データ

### 内閣
- 第1次中曽根内閣（第71代）

### 投票日
- 1983年（昭和58年）6月26日

### 改選数
- 126議席
  - 選挙区：76議席
  - 比例区：50議席

### 選挙制度
- 選挙区
  - 小選挙区制：改選数26議席
    - 2人区（改選1名、単記投票）：26選挙区

  - 中選挙区制：改選数50議席
    - 4人区（改選2名、単記投票）：15選挙区
    - 6人区（改選3名、単記投票）：4選挙区
    - 8人区（改選4名、単記投票）：2選挙区
- 比例区
  - 拘束名簿式比例代表制：改選数50議席
- 秘密投票
- 20歳以上の男女
- 有権者：83,682,416名（選挙区）

男性：40,520,496名
女性：43,161,920名

### その他
- 立候補者：430名

選挙区：239名
比例区：191名
出典：統計局ホームページ／第27章　公務員・選挙「参議院議員通常選挙の定数，立候補者数，選挙当日有権者数，投票者数及び投票率（昭和22年～平成16年）（エクセル：48KB）」

## 選挙結果

### 投票率
- 57.0％

### 議席数
| 政党名                    | 改選 | 非改選 | 合計 |
| ------------------------- | ---- | ------ | ---- |
| 自由民主党                | 68   | 69     | 137  |
| 日本社会党                | 22   | 22     | 44   |
| 公明党                    | 14   | 13     | 27   |
| 日本共産党                | 7    | 7      | 14   |
| 民社党                    | 6    | 6      | 12   |
| 新自由クラブ民主連合 (※1) | 2    | 1      | 3    |
| サラリーマン新党          | 2    | 0      | 2    |
| 第二院クラブ              | 1    | 1      | 2    |
| 税金党                    | 1    | 0      | 1    |
| 福祉党                    | 1    | 0      | 1    |
| 沖縄革新共闘会議          | 1    | 0      | 1    |
| 無所属                    | 1    | 7      | 8    |
| 合計                      | 126  | 126    | 252  |

(※1) 比例区を新自由クラブと社会民主連合の統一名簿で臨んだ。
|                      | 選挙区     | 選挙区 | 選挙区 | 比例区     | 比例区 | 比例区 | 議席 合計 |
| 得票                 | %          | 議席   | 得票   | %          | 議席   |        | 議席 合計 |
| -------------------- | ---------- | ------ | ------ | ---------- | ------ | ------ | --------- |
| 自由民主党           | 19,975,034 |        | 49     | 16,441,437 | 35.3%  | 19     | 68        |
| 日本社会党           | 11,217,515 |        | 13     | 7,590,331  | 16.3%  | 9      | 22        |
| 公明党               | 3,615,995  |        | 6      | 7,314,465  | 15.7%  | 8      | 14        |
| 日本共産党           | 4,859,334  |        | 2      | 4,163,877  | 8.9%   | 5      | 7         |
| 民社党               | 2,638,780  |        | 2      | 3,888,429  | 8.4%   | 4      | 6         |
| サラリーマン新党     |            |        |        | 1,999,244  |        | 2      | 2         |
| 新自由クラブ民主連合 | 563,811    |        | 1      | 1,239,169  |        | 1      | 2         |
| 福祉党               |            |        |        | 1,577,630  |        | 1      | 1         |
| 第二院クラブ         |            |        |        | 1,142,349  |        | 1      | 1         |
| その他の政党         | 1,561,835  |        | 2      | 1,179,997  |        | 0      | 2         |
| 無所属               | 1,768,021  |        | 1      |            |        |        | 1         |
|                      | 46,200,325 |        | 76     | 46,536,928 |        | 50     | 126       |

出典：統計局ホームページ／第27章　公務員・選挙「参議院議員通常選挙の党派別当選者数及び得票率（昭和22年～平成16年）（エクセル：80KB）」。
注：「その他の政党」を除き議席合計順に掲載した。なお議席数が同数の場合は比例区の得票順に掲載。

### 各党
- 自由民主党

党本部総裁＝中曽根康弘 執行部幹事長＝二階堂進 総務会長＝細田吉蔵 政務調査会長＝田中六助 国会対策委員長＝小此木彦三郎 参議院議員会長＝木村睦男
- 日本社会党

中央執行委員長＝飛鳥田一雄 中央執行副委員長＝石橋政嗣／小柳勇／田中寿美子／堀昌雄 執行部書記長＝田邊誠 政策審議会長＝嶋崎譲 国会対策委員長＝山口鶴男 参議院議員会長＝瀬谷英行
- 公明党

中央執行委員長＝竹入義勝 中央執行副委員長＝浅井美幸／多田省吾／二宮文造 執行部書記長＝矢野絢也 政策審議会長＝正木良明 国会対策委員長＝大久保直彦 参議院議員団長＝鈴木一弘
- 日本共産党

中央委員会議長＝宮本顕治 幹部会委員長＝不破哲三 幹部会副委員長＝市川正一／戎谷春松／瀬長亀次郎／西沢富夫／村上弘 書記局長＝金子満広 政策委員会責任者＝村上弘 国会対策委員長＝松本善明 参議院議員団長＝上田耕一郎
- 民社党

中央執行委員長＝佐々木良作 中央執行副委員長＝小平忠／中村正雄 執行部書記長＝塚本三郎 政策審議会長＝大内啓伍 国会対策委員長＝永末英一 参議院議員会長＝三治重信 常任顧問＝春日一幸
- 新自由クラブ民主連合
- 無所属

## 議員

### この選挙で選挙区当選
自民党   社会党   自ク連   公明党   共産党   民社党   税金党   諸派   無所属 
| 北海道     | 北海道   | 北海道     | 北海道     | 青森県     | 岩手県     | 宮城県   | 秋田県     | 山形県     |          |
| 北修二     | 菅野久光 | 丸谷金保   | 工藤万砂美 | 松尾官平   | 岩動道行   | 星長治   | 出口広光   | 降矢敬義   |          |
| 福島県     | 福島県   | 茨城県     | 茨城県     | 栃木県     | 栃木県     | 群馬県   | 群馬県     | 埼玉県     | 埼玉県   |
| 佐藤栄佐久 | 村田秀三 | 曽根田郁夫 | 高杉廸忠   | 上野雄文   | 岩崎純三   | 山本富雄 | 最上進     | 土屋義彦   | 森田重郎 |
| 千葉県     | 千葉県   | 神奈川県   | 神奈川県   | 山梨県     | 東京都     | 東京都   | 東京都     | 東京都     |          |
| 糸久八重子 | 倉田寛之 | 服部信吾   | 杉元恒雄   | 志村哲良   | 野末陳平   | 原文兵衛 | 黒柳明     | 内藤功     |          |
| 新潟県     | 新潟県   | 富山県     | 石川県     | 福井県     | 長野県     | 長野県   | 岐阜県     | 静岡県     | 静岡県   |
| 吉川芳男   | 稲村稔夫 | 高平公友   | 嶋崎均     | 山内一郎   | 下条進一郎 | 村沢牧   | 杉山令肇   | 竹山裕     | 小島静馬 |
| 愛知県     | 愛知県   | 愛知県     | 三重県     | 滋賀県     | 京都府     | 京都府   | 大阪府     | 大阪府     | 大阪府   |
| 吉川博     | 井上計   | 馬場富     | 水谷力     | 河本嘉久蔵 | 植木光教   | 佐藤昭夫 | 横山ノック | 田代富士男 | 森下泰   |
| 兵庫県     | 兵庫県   | 兵庫県     | 奈良県     | 和歌山県   | 鳥取県     | 島根県   | 岡山県     | 岡山県     |          |
| 矢原秀男   | 抜山映子 | 石井一二   | 堀内俊夫   | 世耕政隆   | 西村尚治   | 成相善十 | 木村睦男   | 秋山長造   |          |
| 広島県     | 広島県   | 山口県     | 徳島県     | 香川県     | 愛媛県     | 高知県   | 福岡県     | 福岡県     | 福岡県   |
| 藤田正明   | 浜本万三 | 松岡満寿男 | 亀長友義   | 真鍋賢二   | 桧垣徳太郎 | 林迶     | 遠藤政夫   | 原田立     | 小野明   |
| 佐賀県     | 長崎県   | 熊本県     | 熊本県     | 大分県     | 宮崎県     | 鹿児島県 | 鹿児島県   | 沖縄県     |          |
| 大坪健一郎 | 宮島滉   | 沢田一精   | 浦田勝     | 梶原敬義   | 坂元親男   | 金丸三郎 | 久保亘     | 喜屋武真栄 |          |

#### 補欠当選
- 福島選挙区 村田秀三（1985.1.5死去）→添田増太郎（1985.2.17補欠当選）
- 佐賀選挙区 大坪健一郎（衆院選立候補による辞職）→三池信（1986.8.10補欠当選）
- 岩手選挙区 岩動道行（1987.1.25死去）→小川仁一（1987.3.8補欠当選）
- 神奈川選挙区 服部信吾（1987.4.25死去）→佐藤謙一郎（1987.11.1補欠当選）
- 大阪選挙区 森下泰（1987.11.14死去）→坪井一宇（1987.12.27補欠当選）
- 大阪選挙区 田代富士男（辞職）→吉井英勝（1988.2.28補欠当選）
- 佐賀選挙区 三池信（1988.2.20死去）→陣内孝雄（1988.4.10補欠当選）
- 福島選挙区 佐藤栄佐久（福島県知事選立候補による辞職）→石原健太郎（1988.9.4補欠当選）

### 比例代表選出議員
自民党   社会党   民社党   公明党   サラリーマン新党   共産党   福祉党   新自由クラブ民主連合   第二院クラブ 
| 1-10  | 徳永正利 | 林健太郎 | 中村哲     | 伏見康治 | 梶木又三   | 宮本顕治   | 岡野裕   | 関嘉彦   | 久保田真苗 | 多田省吾 |
| 11-20 | 竹内潔   | 伊江朝雄 | 松前達郎   | 中西珠子 | 矢野俊比古 | 市川正一   | 増岡康治 | 青木茂   | 栗林卓司   | 大森昭   |
| 21-30 | 高桑栄松 | 吉村真事 | 海江田鶴造 | 八代英太 | 大木正吾   | 古賀雷四郎 | 和田教美 | 下田京子 | 大浜方栄   | 藤井恒男 |
| 31-40 | 安恒良一 | 石本茂   | 田英夫     | 刈田貞子 | 山岡賢次   | 野坂昭如   | 安西愛子 | 佐藤三吾 | 中野明     | 橋本敦   |
| 41-50 | 扇千景   | 八木大介 | 柳沢錬造   | 柳川覚治 | 穐山篤     | 飯田忠雄   | 堀江正夫 | 藤井裕久 | 安永英雄   | 吉川春子 |

#### 繰上当選
| 繰上当選           | 政党         | 欠員     | 欠員事由     | 日付           |
| ------------------ | ------------ | -------- | ------------ | -------------- |
| コロムビア・トップ | 第二院クラブ | 野坂昭如 | 衆院選立候補 | 1983年12月24日 |
| 石井道子           | 自民党       | 竹内潔   | 死去         | 1984年9月4日   |
| 寺内弘子           | 自民党       | 藤井裕久 | 衆院選立候補 | 1986年6月23日  |

### この選挙で初当選
計43名
- 衆議院議員経験者には「※」の表示。

自由民主党
25名
- 石井一二
- 浦田勝
- 大浜方栄
- 岡野裕
- 海江田鶴造

- 工藤万砂美
- 倉田寛之
- 小島静馬※
- 佐藤栄佐久
- 志村哲良

- 杉元恒雄
- 曽根田郁夫
- 竹山裕
- 出口広光
- 林健太郎

- 星長治
- 松岡満寿男
- 水谷力
- 宮島滉
- 柳川覚治

- 矢野俊比古
- 山岡賢次
- 吉川博
- 吉川芳男
- 吉村真事

日本社会党
6名
- 糸久八重子
- 稲村稔夫
- 梶原敬義
- 久保田真苗
- 菅野久光

- 中村哲

公明党
7名
- 飯田忠雄※
- 刈田貞子
- 高桑栄松
- 中西珠子
- 服部信吾

- 伏見康治
- 和田教美

日本共産党
1名
- 吉川春子

民社党
1名
- 関嘉彦
- 抜山映子

サラリーマン新党
2名
- 青木茂
- 八木大介

第二院クラブ
1名
- 野坂昭如

### この選挙で返り咲き
計9名
自由民主党
2名
- 沢田一精
- 最上進

日本社会党
3名
- 久保亘
- 浜本万三
- 安永英雄

公明党
1名
- 矢原秀男

日本共産党
2名
- 内藤功
- 橋本敦

沖縄革新共闘会議
1名
- 喜屋武真栄

### この選挙で引退・不出馬
計38名
（※は半年後の第37回衆議院議員総選挙に当選）
自由民主党
19名
- 稲嶺一郎
- 臼井荘一
- 衛藤征士郎※
- 小沢太郎
- 片山正英

- 金井元彦
- 熊谷弘※
- 田原武雄
- 玉置和郎※
- 塚田十一郎

- 内藤誉三郎
- 中村啓一
- 中村禎二
- 野呂田芳成※
- 福島茂夫

- 降矢敬雄
- 町村金五
- 三浦八水
- 八木一郎

日本社会党
9名
- 茜ヶ久保重光
- 加瀬完
- 勝又武一
- 小谷守
- 田中寿美子

- 藤田進
- 宮之原貞光
- 山崎昇
- 吉田正雄

公明党
8名
- 和泉照雄
- 柏原ヤス
- 小平芳平
- 渋谷邦彦
- 中尾辰義

- 宮崎正義
- 矢追秀彦※
- 渡部通子

社会民主連合
1名
- 江田五月※

無所属
1名
- 河野謙三

### この選挙で落選
計10名
自由民主党
5名
- 楠正俊
- 郡祐一
- 鈴木正一
- 高橋圭三
- 円山雅也

日本社会党
3名
- 片岡勝治
- 坂倉藤吾
- 広田幸一

日本共産党
1名
- 沓脱タケ子

新自由クラブ民主連合
1名
- 大石武一